# Smicromorpha minera
Smicromorpha minera är en stekelart som beskrevs av Girault 1926. Smicromorpha minera ingår i släktet Smicromorpha och familjen bredlårsteklar. Inga underarter finns listade i Catalogue of Life.